# 晶体动力
晶体动力（Crystal Dynamics）是1992年由朱迪·兰、玛德琳·卡博尼和大卫·莫里斯建立的美国电子游戏开发商。公司总部位于旧金山湾区。公司1998年被英國公司Eidos互动收购；在日本電子遊戲控股公司史克威尔艾尼克斯於2009年收购Eidos时，公司成为旗下位於英國的史克威尔艾尼克斯欧洲子公司，2022年公司被史克威尔艾尼克斯出售给瑞典電子遊戲控股公司拥抱者集团，成為旗下新成立部門CDE娛樂的子公司。晶体动力是3DO的首个授权开发商。

## 历史

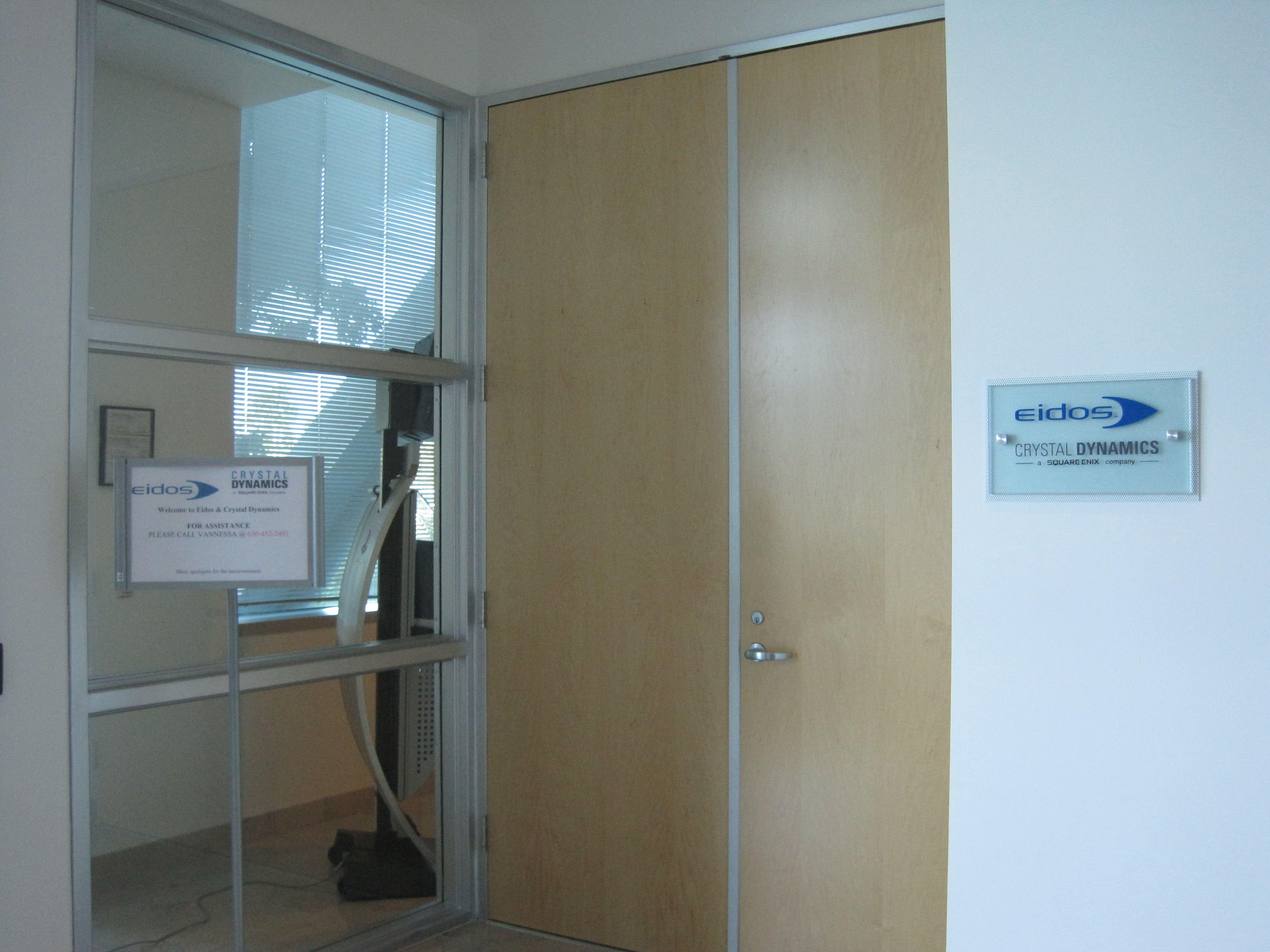
雷德伍德城的晶体动力总部

1992年中期，世嘉资深职员朱迪·兰，玛德琳·卡博尼和大卫·莫尔斯创立了晶体动力。晶体动力成为3DO——同时由Kleiner Perkins提供资金的游戏硬件平台——第一个授权的开发商。1993年。20世纪福克斯电影工作室总裁Strauss Zelnick受雇运营晶体动力。这引起了国际新闻的报导，并帮助触发了1990年代中叶的狂热多媒体投资。
晶体动力一直以凯恩的遗产系列和Gex系列的开发而知名。但在2003年，在Core Design最后一部开发的古墓丽影游戏获商业和评论失败后，工作室接手开发了这款畅销系列，并于2006年发行了他们的首作《古墓丽影：传奇》，该游戏在全球售出450万份。晶体动力之后和开发商Buzz Monkey Software合作开发了《古墓奇兵：重返禁地》。《古墓奇兵：重返禁地》是初代《古墓奇兵》的重制版，于2007年发行。接下来的作品《古墓丽影：地下世界》于2008年11月在游戏机平台发行。晶体动力接下来发行了衍生作品《劳拉与光之守护者》，其没有使用“古墓奇兵”品牌，但使用了该系列的主角。游戏仅通过數位媒體发行。接下来，2013年的作品《古墓奇兵》回过头讲述了劳拉的背景故事。2021年，微软宣布与晶体动力达和合作，它将作为开发组之一参与《Perfect Dark》重启版的开发工作；直到2025年7月，微软宣布取消开发。
2022年5月，史克威尔艾尼克斯宣布出售包括晶体动力在内的多家子公司和相关IP给拥抱者集团，交易金额约3亿美元。同年8月收购完成，拥抱者成立CDE娱乐，负责运营晶体动力等本次被收购的公司和相关IP。